# ホワイト・フォレスト・レコーズ
White Forest Records（ホワイト・フォレスト・レコーズ） はイタリアのレコードレーベル。12インチ・プラスチック・トイズ(12 Inch Plastic Toys)の一人ロレンソ・コルセッチ(Lorenzo Corsetti)とルカ・アルビノ(Luca Albino) a.k.a.カピバラ(Capibara)によって2012年にローマで設立された自主レコードレーベルである。

## 経歴
ホワイト・フォレスト・レコーズはイタリアの最上級のエレクトリカルミュージックの発掘、制作、宣伝活動を目的として誕生した。
イタリアのエレクトロニカ・ミュージックシーンにおける道標となるべく制作された、ゴッドブレスコンピュターズ(Godblesscomputers)の『ヴェレノ』(Veleno) とカピバラの『ジョーダン』(Jordan)によって、ホワイト・フォレスト・レコーズはイタリア国内での知名度を得た。
2014年度のMEI(インディーズレーベル)にてカピバラの『ジョーダン』は『Targa Giovani』の年間最優秀アルバム賞を受賞。

## プロモーション
ホワイト・フォレスト・レコーズはコラボレートするアーティスト達のプロモーションのため不定期でライブイベントを開催している。

## 主要アーティスト
- 12 Inch Plastic Toys - 12インチ・プラスチック・トイズ
- Bienoise - ビノイズ
- Capibara - カピバラ
- Godblesscomputers - ゴッドブレスコンピュターズ
- IOSHI - イオシ
- Sabir - サビー